# Hôtel Hannon
L'Hôtel Hannon est une maison de maître de style Art nouveau située à Saint-Gilles, commune de la Région de Bruxelles-Capitale en Belgique. 
L'édifice a été construit de 1903 à 1904 pour Édouard Hannon, et constitue la seule réalisation de style Art nouveau de l'architecte Jules Brunfaut.

## Localisation
La Maison Hannon se dresse à l'angle de l'avenue Brugmann et de l'avenue de la Jonction, à Saint-Gilles, « dans un quartier qui, aujourd'hui encore, recèle une sacrée poignée de perles architecturales ».

## Histoire
Édouard Hannon, ingénieur de la firme Solvay, artiste-peintre, critique d'art et photographe, confie la conception et la réalisation de sa future maison à son ami Jules Brunfaut, lui demandant d'utiliser le style Art nouveau dont il est un grand amateur.
La maison est occupée par la famille Hannon jusqu’en 1965 [réf. nécessaire]: à la mort de la fille du propriétaire, le bâtiment est abandonné au vandalisme et menacé de démolition en 1965. 
En 1973, la fille de Jules Brunfaut interpelle la Commission royale des Monuments et Sites et fait part de ses inquiétudes quant à la réalisation de son père, inoccupée depuis plusieurs années : l'extérieur du bâtiment est alors classé en 1976.
L'édifice est acquis par la commune de Saint-Gilles en 1979, l'intérieur est classé en 1983 et l'immeuble fait l'objet d'une importante rénovation de 1984 à 1989.
En 1988, la Maison Hannon est mise à la disposition de l'Espace photographique Contretype qui, en plus de conserver l'œuvre photographique d'Édouard Hannon (qui était passionné de photographie), assure la promotion de la photographie créative au travers d'expositions, de rétrospectives d'artistes et de conférences et de ses publications. Après avoir occupé la Maison jusqu'en 2014, Contretype déménage à la Cité Fontainas, un autre édifice Saint-Gillois.
En 2023, cette maison de maître entièrement rénovée devient un musée, dans le cadre d'un partenariat public-privé qui inclut la commune de Saint-Gilles, la Région de Bruxelles-Capitale, le fonds St'Art Invest, la maison Horta et les descendants d'Edouard Hannon et de Gustave Serrurier-Bovy. 

On y redécouvrira par la même occasion le mobilier Émile Gallé qu'il abritait à ses origines.[réf. nécessaire]
Les travaux de rénovation  se poursuivent entre-temps, au moins jusqu'en 2030.

## Architecture
Les façades de la Maison Hannon combinent la brique blanche, la pierre d'Euville et la pierre bleue.
La Maison présente deux façades fortement asymétriques : une courte façade d'une seule travée avenue Brugmann et une façade plus importante de deux travées avenue de la Jonction, les deux façades étant réunies par une triple travée d'angle.
La façade de l'avenue de la Jonction présente un jeu de volumes en retrait et en saillie. Sa travée centrale comporte un grand bow-window composé d'une base en pierre, d'un châssis à petits-bois orné de vitraux de Raphaël Évaldre et d'une verrière de toit, surmonté d'un fort retrait aux étages percé d'un triplet de fenêtres au premier étage et de baies jumelées au dernier étage.
L'angle, formé de trois travées, est orné d'un remarquable balcon dont les fers forgés sont soutenus par les cordons de pierre qui montent du sol jusqu'au premier étage, où ils « s'épanouissent en volutes ». Le dernier niveau de la travée d'angle centrale est orné d'un grand bas-relief de Victor Rousseau intitulé La fileuse, qui constitue une allégorie du Temps. 

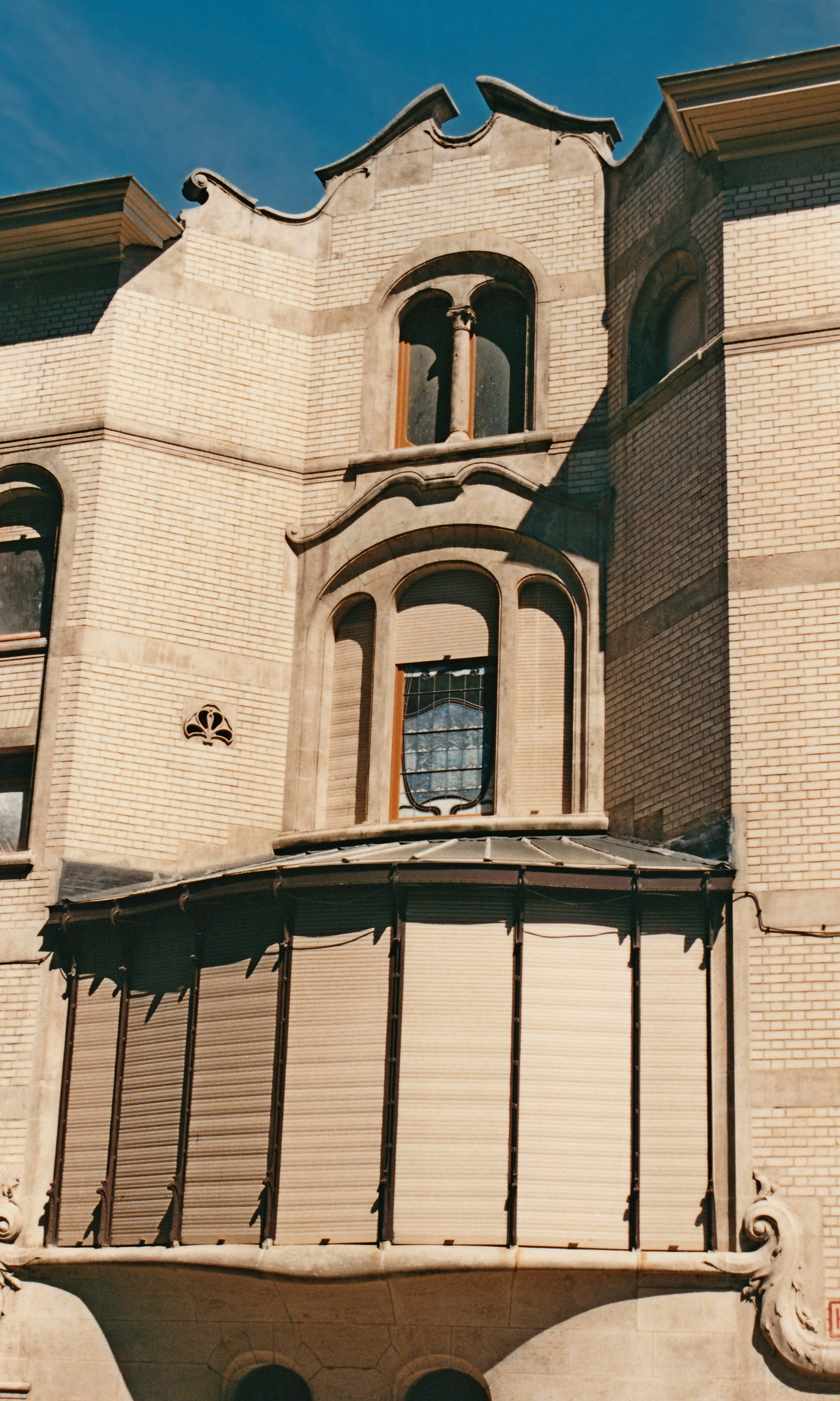
Oriel et baies de l'avenue de la Jonction.
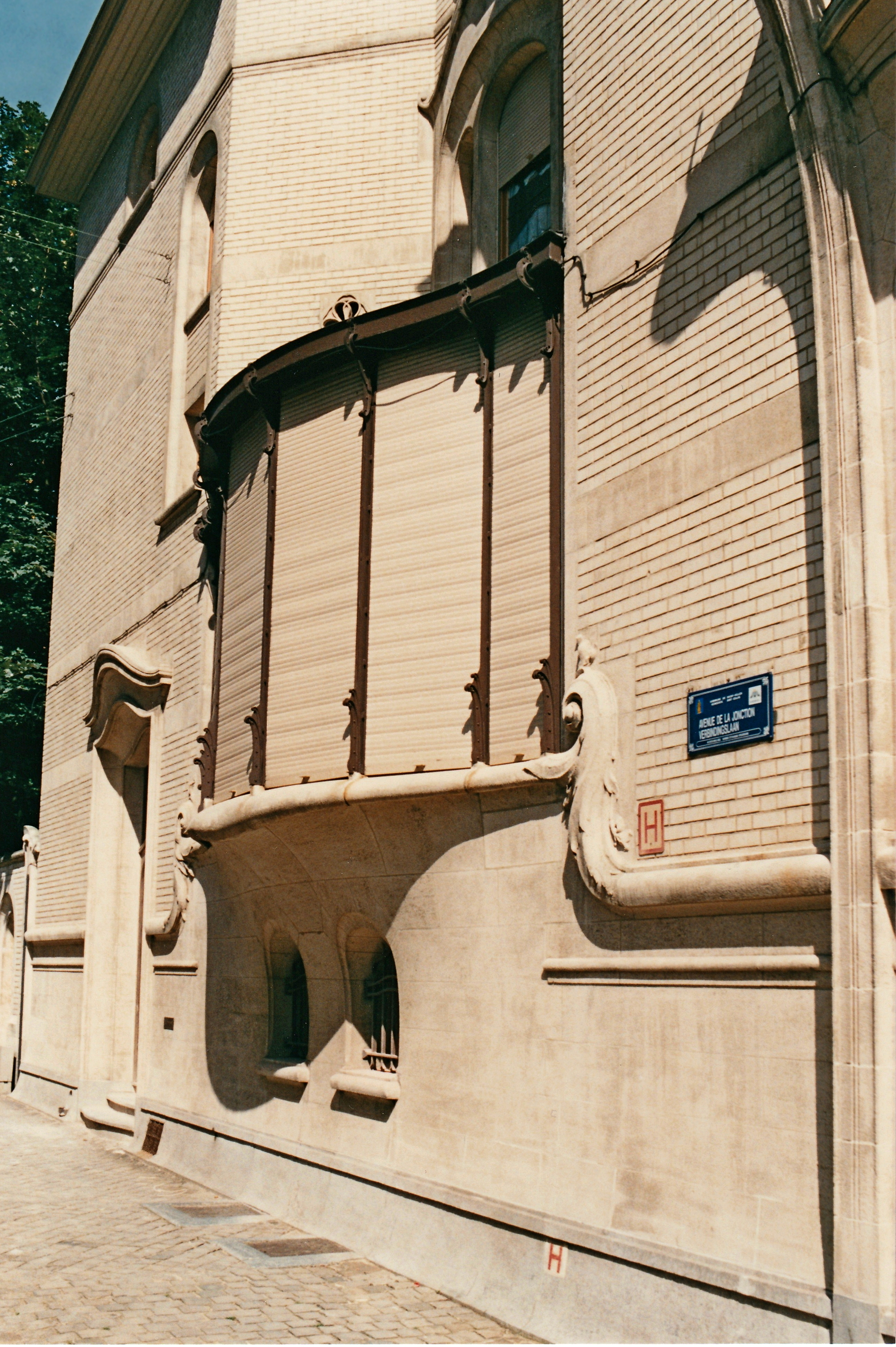
Oriel.
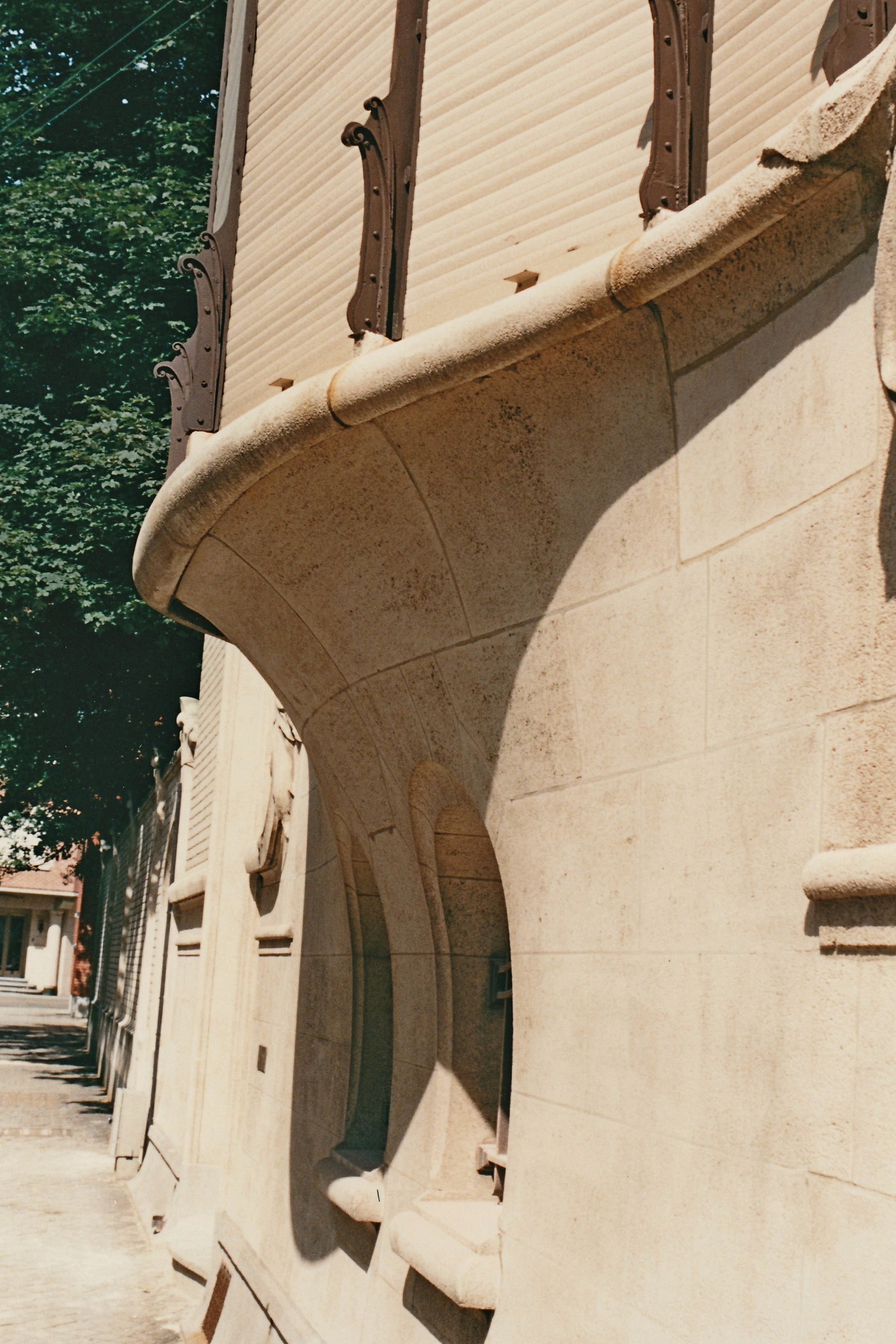
Base de l'oriel.
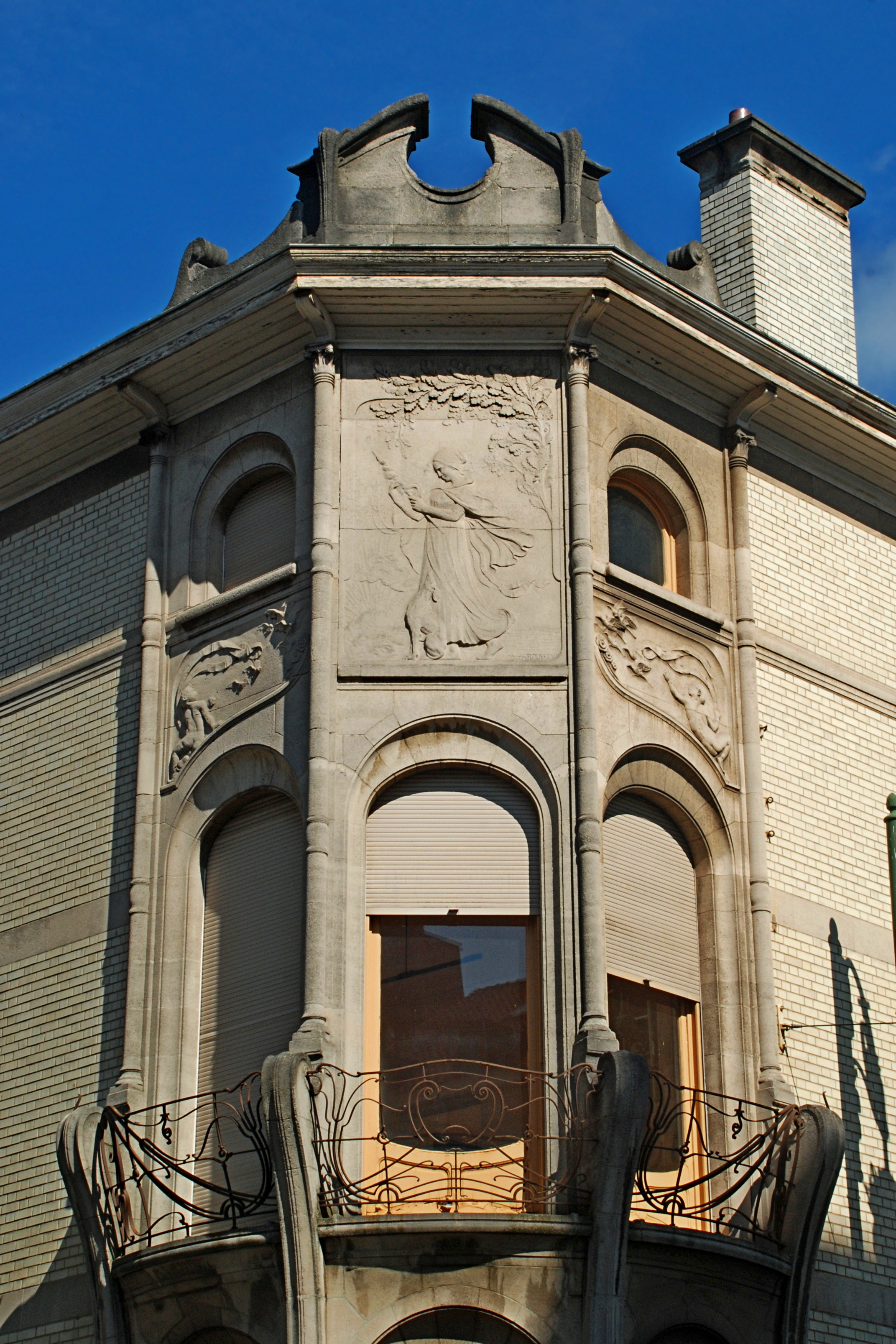
Travées d'angle.
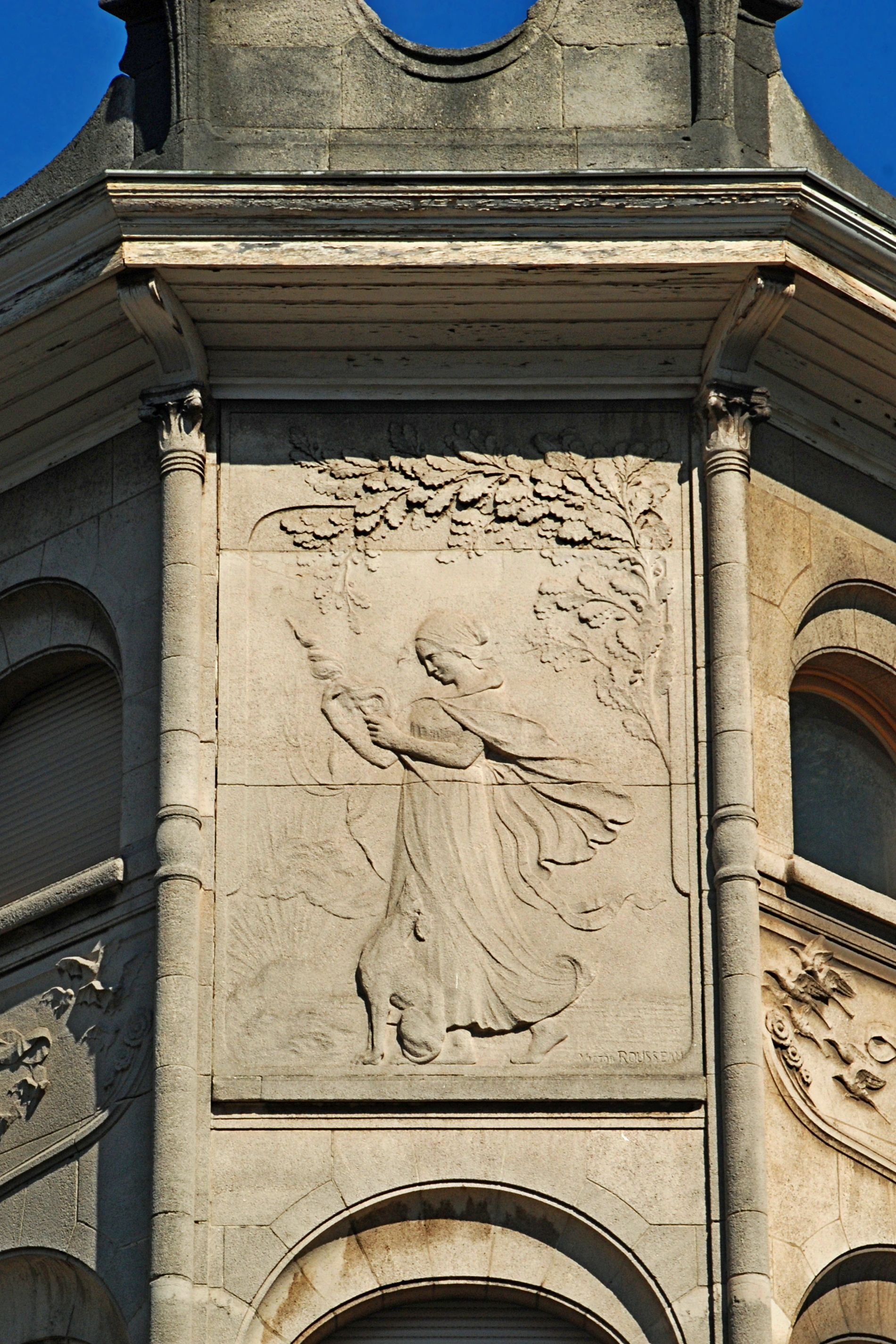
La fileuse, bas-relief de Victor Rousseau.

## Décoration
L'architecte fait appel à de nombreux artistes pour l'aménagement et la décoration intérieure et extérieure du bâtiment.
La conception du mobilier (qui sera de retour en 2022 avec l'ouverture du musée) et de la décoration intérieure est l'œuvre d'Émile Gallé et de Louis Majorelle,.
Certaines fresques dans le fumoir et la cage d'escalier sont du peintre Paul Albert Baudouin. 
La ferronnerie de l'escalier est due à Pierre Desmedt, les vitraux à Raphaël Évaldre,

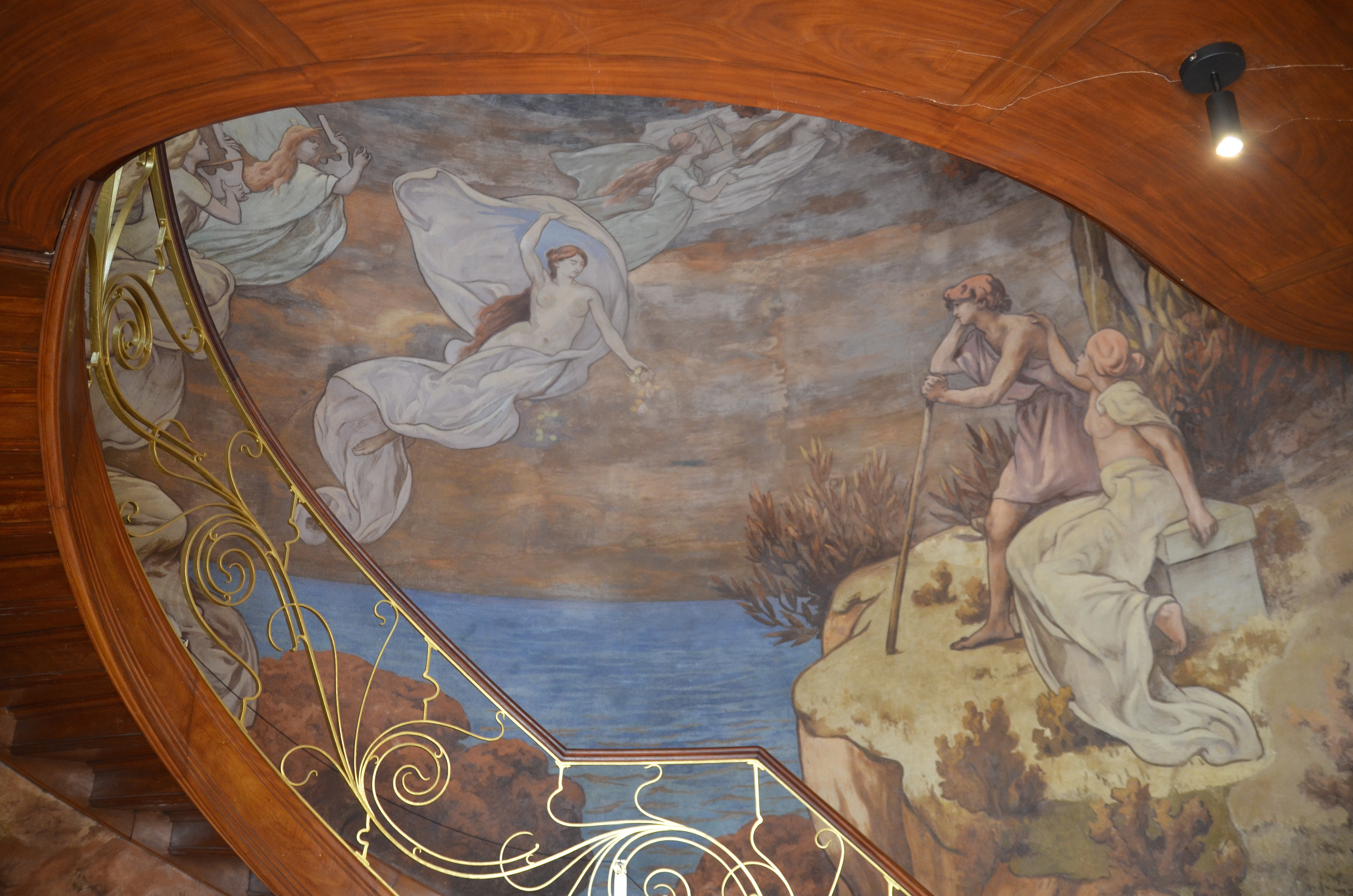
Fresque et ferronerie de la cage d'escalier.
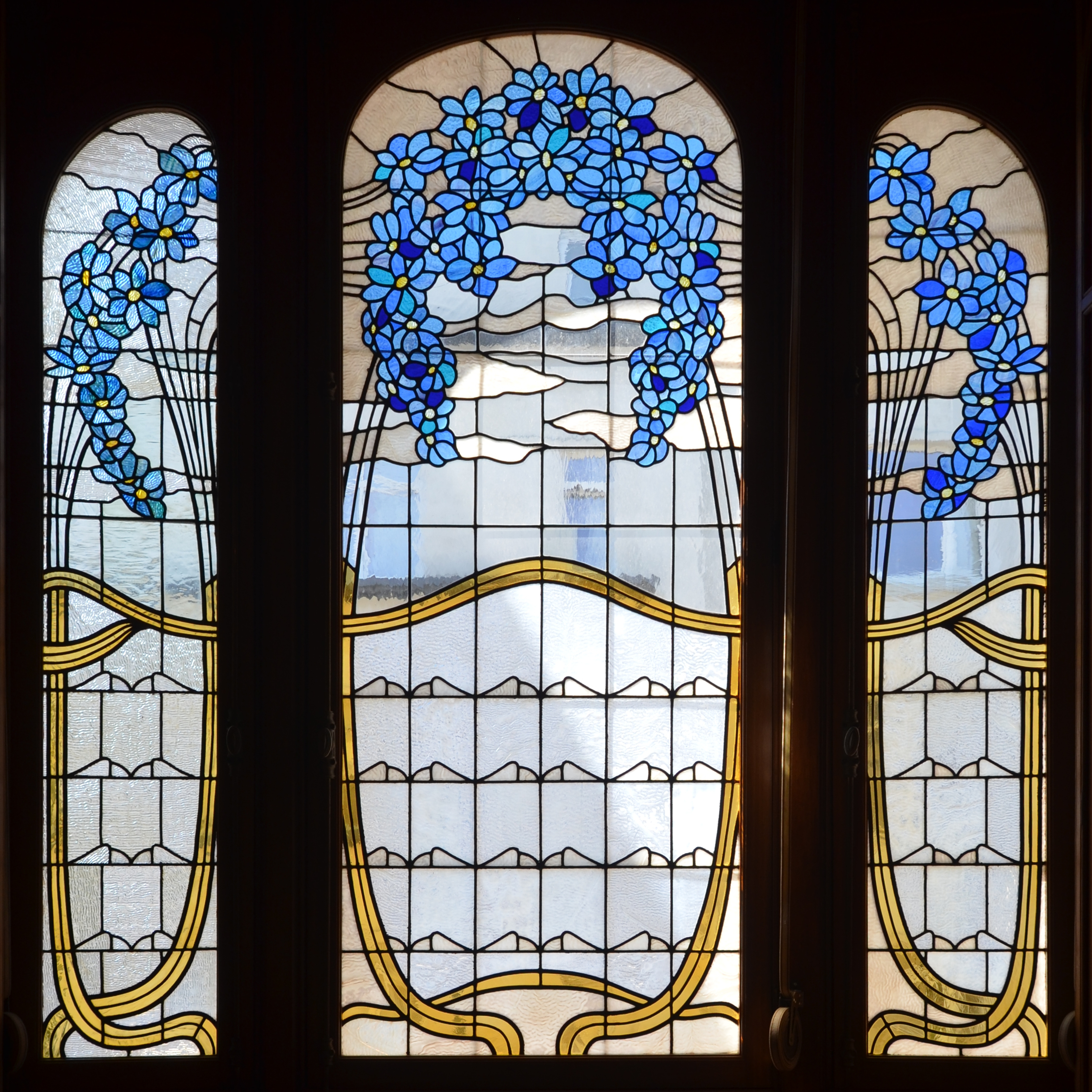
Les vitraux de clématites du dressing au premier étage (reconstitués d'après les débris subsistants[2]).
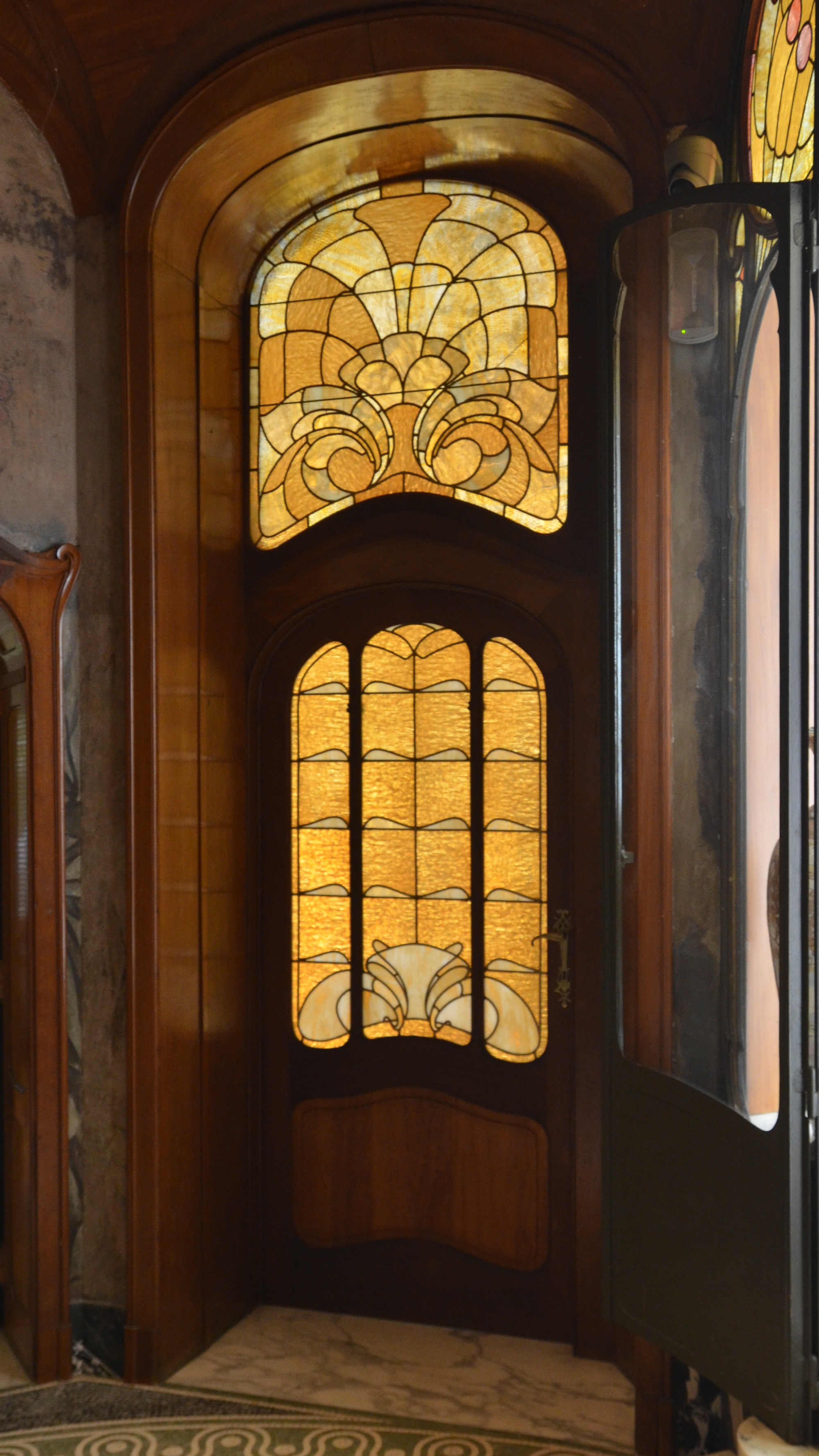
Porte d'accès au grand salon depuis le grand hall.